# Majdal Bani Fadil
Majdal Bani Fadil, en arabe : مجدل بني فاضل, est un village du gouvernorat de Naplouse en Palestine, situé à 23 km au sud-est de Naplouse, au centre de la Cisjordanie.
Selon le recensement du bureau central palestinien des statistiques, la localité compte une population de 2 907 habitants en 2017.